# Venetska kronika
Venetska kronika (lat. Chronicum Venetum, Cronaca Veneziana, poznata i kao Chronicon Sagonini ili Chronicon Venetum et Gradense), najstarija mletačka kronika, koju je napisao ljetopisac Ivan Đakon († iza 1018.), služeći se starijim izvorima. U njoj je opisana povijest Venecije do 1008. godine, a sadrži i značajne podatke za povijest hrvatskih zemalja u 9. stoljeću. Donosi podatke o knezovima Domagoju, Zdeslavu i Branimiru, a ujedno je i jedini izvor za sukobe Mlečana s Hrvatima i Neretvanima do vojnog pohoda dužda Petra II. Orseola 1000. godine.
Dosad je objavljena u više, mahom starijih, izdanja: Patrologia Latina (sv. CXXXIX, 1844.), Monumenta Germaniae Historica (sv. VII, 1846.), Cronache Veneziane antichissime (sv. I, 1890.).

## Podaci za hrvatsku povijest u Venetskoj kronici
Ivan Đakon u tekstu svoje kronike izrijekom spominje Slavene Hrvate. U jednoj od prvih vijesti o Hrvatima, piše kako je dužd Petar Trandenik krenuo 839. godine, s ratnim lađama na slavensku zemlju, kako bi je osvojio. Kada je došao do mjesta koje se zove zaselak sv. Martina, sklopio je mir s hrvatskim knezom Mislavom. Prešavši do neretvanskih otoka, sklopio je mir i s neretvanskim knezom Družakom (cum Drosaico, Marianorum iudice). Naveo je da je taj sklopljeni mir malo vrijedio, ali da se dužd nakon toga vratio u Veneciju.
Kad je 864. godine duždom postao Urso I., požurio se da povede mornaricu protiv hrvatskog kneza Domagoja. Međutim, Domagoj se nije upustio u sukob, već je zatražio mir i predao duždu taoce, nakon čega se dužd vratio u Veneciju.
Godine 872., Saraceni su isplovili s otoka Krete i opustošili neke gradove u Dalmaciji, a napali su i otok Brač. Uzbunjeni Mlečani poslali su mornaricu do Istre, kako bi se osigurali u slučaju napada Saracena na Veneciju, ali tamo su ih dočekali Slaveni (Hrvati) i napali mletačko brodovlje. Kada je 875. godine umro franački car Ludovik, Saraceni su pokušali osvojiti Grado, a "najgora plemena Slavena (Hrvata) i Dalmatinaca" počela su pljačkati istarsku pokrajinu te su poharali gradove Umag, Novigrad, Sipar i Rovinj. Međutim, dočekao ih je na moru dužd Urso I. i teško porazio, nakon čega je razvrgnuo prethodni savez između Slavena i Mlečana. Poslije smrti kneza Domagoja, "najgoreg kneza Slavena", Urso i njegov sin Ivan, sklopili su mir s Hrvatima, ali su ostali u neprijateljstvu s Neretvanima, na koje su poslali vojsku.
Na drugom mjestu u kronici, Ivan Đakon piše kako se, nakon smrti kneza Domagoja, vratio iz Carigrada, "Sedeslav iz roda Trpimirova" i potpomognut carskom zaštitom, "prigrabio kneževinu Slavena i potjerao sinove Domagoja u progonstvo". U sljedećem komentaru o zbivanjima u Hrvatskoj, Ivan Đakon navodi kako je "neki Slaven, imenom Branimir", ubio kneza "Zdeslava (i) prisvojio njegovu kneževinu".
Zapisao je kako je 991. godine na duždevsko prijestolje zasjeo Petar II. Orseolo (991. – 1009.), koji je Mlečane oslobodio od pritiska Slavena Hrvata. Također, ukinuo je plaćanje uobičajenog danka Hrvatima, kojeg je bio uveo još bizantski car Bazilija I. (867. – 886.). Nakon što je 998. godine, utvrdio Zadar u mletačkoj vlasti, prisilio je gradove Biograd, Trogir i Split na predaju. Kako ih hrvatski kralj nije mogao zaštititi, svi spomenuti gradovi, prihvatili su mletačku vlast. Dužd je natjerao i Neretvane na predaju i napao te osvojio Korčulu, koja mu se nije htjela predati. Nakon toga, vratio se pobjedosno u Veneciju.
Iste godine planuo je novi sukob između vladara Hrvata i Neretvana i Venecije, ali je uskoro opet potvrđen mir između neretvanskog vladara i dužda Petra II. Orseola. U tim događajima, kako piše Ivan Đakon, stao je na stranu dužda i svrgnuti hrvatski kralj Svetoslav Suronja, kojeg su braća Krešimir III. i Gojslav I. zbacili s prijestolja. Svetoslav Suronja susreo se s duždem Petrom II. u Trogiru i obvezao mu se zakletvom te kao zalog dogovora, predao mu je svog sina Stjepana kao taoca. Iako se to u kronici izrijekom ne spominje, Svetoslav Suronja je vjerojatno tražio od dužda pomoć u zadobivanju otete kraljevske krune. U drugom odlomku iz kronike može se pročitati da je dužd predao Stjepanu, sinu hrvatskog kralja, ruku svoje najstarije kćeri Hicele, čime je bio učvršćen savez između svrgnutog kralja Suronje i dužda Petra II.
U kronici opisuje i dodatne događaje vezane uz Slavene Neretvane. Prvo se opisuje sklapanje mir između poslanika "Slavena s neretvanskih otoka", koji je došao duždu Ivanu (829. – 836.) i primio kršćanstvo od njega, nakon čega su sklopili mir, za koji Ivan Đakon tvrdi da je "vrlo malo vrijedio". U jednom vremenski nedatiranom događaju, zapisao je kako su Slaveni Neretvani zarobili Mlečane, koji su se vraćali s trgovanja iz Beneventa i gotovo ih sve poubijali.
Na drugom mjestu, opisuje vojnu kampanju mletačkog dužda Petra I. Kandijana († 887.) protiv Neretvana, koju je pokrenuo odmah po stupanju na prijestolje. Budući da se poslana vojska vratila natrag neobavljena posla, dužd je u kolovozu osobno isplovio s dvanaest lađa i poveo napad na Neretvane. Kada je došao do Biokova, iskrcao se kod Makarske s malim brojem vojnika. Usprkos malobrojnosti mletačke vojske, uspio je poraziti Slavene i uništiti im pet lađa. Neretvani su, 18. rujna 887. godine, napali dužda i njegove vojnike i ubili njega i sedmoricu njegovih vojnika, a ostatak pustili da pobjegnu. Njegovo tijelo je potajice ukrao Slavenima tribun Andrija i poslao ga u Grado, gdje je bilo pokopano u atriju crkve.
U sljedećem zapisu o Neretvanima, Ivan Đakon piše da je mletački dužd Petar III. Kandijan (942. – 959.) poslao, šeste godine svoje vladavine, trideset i tri lađe protiv Neretvana, ali su se vratile bez postignutog uspjeha. Nakon toga je dužd ponovno poslao isti broj lađa na Neretvane, ali one su se vratile natrag u Veneciju, nakon što je utvrđen mir.

## Vanjske poveznice
- Ivan Đakon Hrvatska enciklopedija
- Ivan Đakon: Kronika Veneta i Grada - documentacatholicaomnia.eu (lat.)